# 한국 문학
한국 문학(韓國文學) 또는 국문학은 한국인 또는 한국어를 구사하는 사람이 한국의 사상과 감정, 정서 등의 가치 있는 체험을 바탕으로 하여 그 시대의 표현 방식을 빌려 형상화한 문학의 총칭이다. 동아시아의 보편적인 문자인 한문으로 글을 썼더라도 한민족의 정서를 표현한 것이라면 국문학이라고 규정한다.  한국 문학이 오늘날 문학이라는 낱말 밑에 사람들이 이해하고 있는 수준에 이른 것은 서양 문화와의 접촉을 통해서이다. 1917년 춘원 이광수가 쓴 무정이 첫 시작인, 근대 문학 혹은 현대 문학이라는 시대에 따른 문학사 구분은 바로 서양 문학을 받아들여, 한국어로 쓰인 문학 양식의 밑바탕을 닦고 발전시켜온 19세기 말에서 현대에 이르는 약 100여 년간 생겨나 존속되어온 개념이다

## 범주
한국 문학은 선사 이후 문자가 생겨난 이래 오늘날까지 창작된 한국의 문학 전체를 말하며, 이를 바탕하여 표현 방식 등을 기준으로 세분한다. 한국 문학은 역사적으로 크게 기록 문학과 구비 문학으로 나뉘며, 전자의 경우 또다시 국문 문학과 한문 문학으로 나뉜다. 여기서 국문 문학은 또다시 고전 문학과 현대 문학으로 나뉘어 한국 문학의 전체적인 틀을 형성한다.

### 구비 문학
구비 문학(口碑文學) 또는 구전문학은 말그대로 사람들의 입에서 입으로 전승되어 온 문학의 형태를 말한다. 이런 형태의 문학은 공통적으로 구연, 공동 창작, 보편성, 단순성, 민중성 등의 특징을 지닌다. 문자의 발생 이전부터 전승되어 온 것으로 한국 문학의 모태이며, 지금도 끊임없이 창작되어 전승되고 있다. 대표적인 구비문학의 예로 들 수 있는 것은 신화, 전설, 민담, 수수께끼, 속담 등이다. 구비문학에는 민족의 삶과 정서가 잘 나타나 있다.

### 국문 문학
국문 문학(國文文學)은 나랏말 즉, 한국어로 쓰인 문학이다. 한글로 쓰인 순수 국문 문학이 있으며, 이두, 향찰(鄕札)로 표기한 차자(借字)문학이 있다. 이는 훈민정음 창제 이후에 본격적으로 발달했다.

### 한문 문학
한문 문학(漢文文學) 또는 한문학(漢文學)은 서력 2세기 경 한자가 한국에 전래된 이래 조선 후기까지 한자로 쓰인 문학의 한 형태이다. 그러나 이러한 형태의 한문 문학은 한문을 배울 수 있었던 귀족 계층에서 주로 향유되었다.

### 국문 문학과 한문 문학
훈민정음 창제 이전의 한국 문학은 주로 한자를 차용하여 표기하였다고는 하나, 글을 쓴 주체가 한국인이라는 점, 그리고 한국의 사상, 감정, 정서 등이 녹아 들어 있다는 점에서 한국 문학으로 분류하고 있다. 또한 훈민정음 창제 이후에 나타나는 국한문 혼용체나, 훈민정음 창제 이전에 나타나는 구결이나 이두 등에 비추어 볼 때, '훈민정음 창제 이전 = 한문학', '훈민정음 창제 이후 = 국문학'이라는 공식은 타당치 않다고 평가되기도 한다.

## 원시 고대 문학
아득한 옛날인 상고 시대의 역사에 대해 자세한 답변을 해줄 수 있는 기록은 없다. 외족의 침략이 빈번하여 한국의 고문헌이나 기록이 모두 없어져 그 구체적인 양상을 파악할 수 없고, 고려 시대에 이루어진 《삼국사기》, 《삼국유사》 그리고 중국의 진수(陳壽)의 찬(撰)인 《삼국지》 등에서 상고 시대의 생활 풍습을 이야기해 줄 뿐이다. 이러한 문헌에 정착된 문학은 원래 있던 대로의 모습은 아닐 것이고, 또 작자를 전하고 있다 할지라도 모두 오랫동안 전승해 오는 동안 점차 형성된 것으로 이른바 민족 전체가 공동으로 제작한 민족 문학이라 할 수 있다. 이 민족 문학은 후세에 분화·전개된 본격적 문학의 형태와 비겨 혼돈 그대로이며 신화·전설의 설화적 요소와 가요적 요소가 확연히 분화되지 않고 서로 혼융(渾融)된 채로 남아 있다.
이런 상황에서도 볼 수 있듯이 상고 시대의 문학에 대해 알 수 있는 기록이나 작품도 극히 드물다. 단지 몇 개의 시가(詩歌)와 신화만이 후대에 알려지고 있는 것이다.
이 시기의 주요 작품으로는 공무도하가, 황조가, 구지가, 정읍사 등이 있다.

## 고전문학

### 고전시가

#### 향가
향가(鄕歌, 문화어: 사뇌가)는 향찰로 쓴 노래로서 보통 신라 때부터 고려 초기까지의 것을 말한다.
향가는 4구체, 8구체, 10구체로 나뉘며, 한자로 지은 노래도 있고, 이두로 지어진 노래도 있다. 삼국시대 때는 4구체 향가가 많았으나, 남북국시대 전기와 고려 초기로 가면서 8구체와 10구체 향가들이 다양하게 지어졌다.
향가는 장르가 다양하며, 노동요나 민요로 추측되는 풍요, 귀신이나 액운을 막기 위해 부르기도 하며, 또는 자신의 감정을 털어놓고 싶어하거나, 사랑을 고백하는 노래들도 있다.

##### 대표적인 향가
- 4구체 향가

<서동요: 6세기 백제 무왕(서동이 진평왕의 딸인 선화 공주를 얻고자 아이들에게 부르게 한 동요)>
<풍요: 7세기 성의 남녀들(양지가 영묘사 장륙불상을 만들 때 부역을 왔던 장안의 남녀들이 진흙을 나르며 부른 노래, 노동요 혹은 불교적 의식요)>
<헌화가: 8세기 어느 노옹(소를 몰고 가던 노인이 수로 부인에게 절벽 위의 철쭉꽃을 꺾어 바치며 부른 노래)>
<도솔가: 8세기 월명사(두 개의 해가 나타나는 괴변을 없애고자 왕이 월명사로 하여금 지어 부르게 한 산화 공적의 노래. 주술성을 지님)>
- 8구체 향가

<처용가: 9세기 처용(처용이 역신을 굴복하게 만든 주술성을 지닌 노래)>
<모죽지랑가: 7세기 득오(죽지랑의 고매한 인품을 추도하며 지은 만가. 추도의 노래)>
- 10구체 향가

<혜성가: 6~7세기 융천사(혜성이 나타나자 이를 물리치기 위해 부른 주술적인 축사의 노래)>
<찬기파랑가: 8세기 충담사(기파랑의 인품을 찬양하여 부른 작품. <제망매가>와 함께 향가의 백미로 평가됨)>
<안민가: 8세기 충담사(경덕왕의 요청으로 지은 치국안민의 노래. 유일한 유교적 향가)>
<원가: 8세기 신충(효성왕이 잣나무를 두고 한 맹세를 지키지 않아 이 노래를 잣나무에 걸었더니 그 나무가 말라 버렸다고 하는 주술적인 노래)>
<우적가: 8세기 영재(영재가 지리산으로 가던 중에 만난 도적의 무리를 회개시킨 설도의 노래)>
<제망매가: 8세기 월명사(죽은 누이의 명복을 빌기 위하여 재를 올릴 때 부른 추도의 노래. 향가의 백미 중 하나)>
<원왕생가: 7세기 광덕(달을 서방 정토의 사자에 비유하여 극락왕생을 기원한 불교적인 노래)>
<보현십원가: 고려 광종 균여(불교의 대중화를 위해 고려 광종 때 승려인 균여가 지은 향가. <균여전>에 총 11수가 실려 있음.)>

#### 고려가요
고려시대에서 조선 초에 유행하던 가요다. 고려가요는 고려시대 사람들의 정서와 사상을 알 수 있는 중요한 열쇠이다. 그러나 조선시대에 유교적 이념에 맞지 않는다는 이유로 상당한 기록이 삭제되었다.

##### 대표적인 고려가요
- 쌍화점
- 만전춘
- 이상곡

#### 악장
악장이란 나라의 공식적인 행사에서 사용된 노래 가사를 총칭하는 말이다. 즉 건국의 정당성을 알리고 번영을 기원하기 위하여 궁중 행사에서 불린 송축가를 가기킨다.
주로 15세기 조선 왕조의 기틀을 다진 신진 사대부가 주된 작가층이다. 조선 건국의 정당성, 육조의 위업 찬양, 왕조의 무궁한 번영과 발전 등이 주된 내용이었다.
기본 형식은 4구 2절이며, 한시체, 경기체가체, 속요체, 신체 등의 다양한 형식을 취했다. 악장은 조선 초기에 민심을 수습하고 건국의 정당성을 홍보하는 한편 왕조의
번영을 기원하기 위해 만들어진, 정치적 목적성을 강하게 지닌 장르이다. 일반 백성들의 정서와 동떨어져 있었던 특권층의 문학이었으며, 곧 소멸되어 생멸력이 짧았다.
주요작품
- 한시체 형식: 납씨가, 정도전, 태조 때(태조가 원나라의 나하추를 무찌른 공을 찬양한 노래)

문덕곡, 정도전, 태조 때(태조의 문덕을 찬양한 노래)
정동방곡, 정도전, 태조 때(태조의 위화도 회군을 찬양한 노래)
근천정, 하륜, 태종 때(태조의 공덕을 찬양하여 지은 노래)
봉황음, 윤회, 세종 때(조선의 문물과 왕가의 축수를 기원한 노래)
- 경기체가체: 상대별곡, 권근, 태종 때(상대<사헌부>에서의 생활을 통하여 조선의 제도와 창업의 위대함을 노래한 작품)

화산별곡, 변계량, 세종 때(조선의 창업을 찬양한 작품)
- 속요체: 신도가, 정도전, 태조 때(태도의 덕과 창업을 찬양하며 태조의 만수무강과 한양의 형승을 노래함)

감군은, 미상, 미상(임금의 성덕과 성은을 찬양한 노래)
신체: 용비어천가, 정인지,권제,안지, 세종 때(육조의 위업을 찬양하고 조선의 무궁한 번영을 송축하며 후대 왕에 대한 권계를 담은 작품. 한글로 기록된 최초의 작품이자 장편 서사시)
월인천강지곡, 세종, 세종 때(수양대군이 쓴 석보상절을 보고 세종이 악장 형식으로 쓴 찬불가. 전문 580여정에 이르는 장편 서사시.)

#### 시조
고려 중엽에 발생한 한국 전통 시 양식의 하나이다. 조선 시대에 유행한 시가 양식이다. 시조는 형태적 특성에 따라 몇 갈래로 나뉘는데 이중 평시조는 초장, 중장, 종장으로 구성되는 3장과, 하나의 장에 2개의 구로 구성되는 6구와 한국어의 특징인 끊어 읽기 단위인 12번의 음보로 구성되는 틀을 지닌 정형시이다. 그 밖에는 형식적 특징으로 구별되는 엇시조, 사설시조 등이 있다.

#### 엇시조
시조창중의 하나로 일명 중시조, 반사설시조, 농시조, 엇엮음시조라고도 한다.
'엇'은 얼과 통하므로 엇가는 시조, 얼버무린 시조란 뜻으로서, 평시조와 사설시조의
중간 형태의 시조, 즉 평시조 창에서 벗어나 길지도 않게 중간으로 부르는 창의 시조를
말한다. 엇시조의 형태는 현대시조에서 더욱 다양하게 시도되고 있다. '엇'의 음악적인
특징은 첫부분을 높게 질러내고 초장은 무겁고, 점잖게, 중장 이후부터는 흥청거리는 창법으로
부르는 것이다.

#### 가사

##### 대표적인 가사
- 성산별곡 (1560년)
- 관동별곡 (1580년)
- 사미인곡 (1585년)
- 속미인곡 (1585년)

#### 판소리
- 춘향가

#### 민요

##### 개념
민요는 과거로부터 구비 전승되는 전통적 운율을 기초로 하여 민중들의 생활 감정을 담은 비전문적인 민중의 노래이다. 따라서 구비 전승되는 민요에는 공동체의 보편적인 생활 감정과 정서가 진솔하게 담겨 있다. 민요는 민중들의 노래지만, 지배 체제에서 외면당하지는 않았다. 오히려 구비 문학의 여러 영역 중에서 오랫동안 민요만 홀로 우대를 받았다. 중세적인 지배 체제를 다지는 예악을 이룩하면서 민요를 받아들여 향악 또는 속악을 편성하는 것이 오랜 관례였으며, 고려 후기에는 민요에서 새롭게 상승한 속악이 새삼스럽게 커다란 구실을 하였다.

##### 특성
형식은 두 연이 대칭 구조를 이루며, 음의 반복이 많다. 민요의 가창 방식은 선후창, 교환창, 독창, 합창으로 구분된다. 성격은 설화와 마찬가지로 입으로 전승되는 구전성을 지니며, 민중이면 누구나 부르는 비전문적인 노래이다. 서민들의 정서와 애환을 담았기에 서정성과 서민성, 향토성이 두드러지고, 생활 감정이 잘 표현되어 있다. 내용은 주로 여성들의 애환을 다룬 부요가 많으며, 현실 생활의 경험과 정서, 생활고를 해학적으로 녹여 낸다는 특성을 지닌다. 노동요에는 일하는 즐거움과 보람이 꾸밈없이 소박하게 잘 나타나 있다. 시집살이 노래에는 시집살이하는 여성들의 고뇌에 찬 삶이 묘사되어 있다. 비기능요에는 남녀 이별의 정한이 주조를 이룬다.

##### 주요작품
노동요, 의식요, 유희요, 비기능요로 구분된다. 
노동요는 농업,어업,벌채,길쌈,제분,잡역 노동요의 내용이 많고, 주요 작품은 논매기 노래, 타작 노래, 해녀 노래 등이 있다.
의식요는 세시,장례,신앙 의식요에 관한 내용이고, 주요 작품은 지신밟기 노래, 상여 노래, 달구질 노래 등이 있다. 
유희요는 놀이에 박자를 맞추며 부르는 민요이고, 주요 작품은 강강술래, 줄다리기 노래, 널뛰기 노래, 놋다리 노래 등이 있다. 
비기능요는 주로 유흥을 목적으로 하는 민요, 내용과 형태상의 제약이 별로 없으며 주요 작품으로는 아리랑, 강원도 아리랑, 정선 아리랑 등 이 있다.

#### 잡가

##### 개념 및 발생 배경
조선 후기 하층 계급의 전문 소리꾼이 부르던 노래이다. 양반 계층의 가사와 대비되어 잡스럽다는 뜻으로 잡가라는 명칭을 붙였다. 잡가는 조선 후기에 정격가사가 정형성을 잃어버리면서 대중들이 부르는 가요의 혼합 형태론 나타났다. 즉 가사, 민요, 시조, 판소리 등 기존의 여러 양식들이 혼합되어 형성된 변형 장르라고 할 수 있다. 잡가는 이후 개화기까지 불리면서 다양한 모습을 갖추게 된다.

##### 내용
남녀간의 애정, 자연의 아름다움과 풍류, 삶의 애환, 해학과 익살 등의 다양한 내용이 담겨 있다. 대체로 유흥적, 쾌락적, 세속적인 성격이 강하다.

##### 형식과 종류
4·4조, 4음보의 가사의 율격을 기본으로 하지만 파격이 심하다. 경기잡가는 서울, 경기지방에서 유행한 잡가로, 맑고 깨끗한 느낌을 준다. 그 중 휘모리 잡가는 빠른 율동에 따라 말을 계속 열거하며, 사설시조와 유사하다. 〈맹꽁이 타령〉, 〈바위 타령〉 등이 대표적이다. 12잡가는 서울을 중심으로 한 서민층의 노래이다. 긴 잡가라고도 하며, 대개 판소리에서 유래했다. 〈유산가〉, 〈적벽가〉, 〈선유가〉, 〈소춘향가〉, 〈평양가〉, 〈십장가〉, 〈형장가〉, 〈집장가〉, 〈제비가〉, 〈달거리〉, 〈방물가〉, 〈출인가〉 등이 이에 속한다. 서도 잡가는 평안도, 황해도 지방에서 유행한 잡가이며, 애절하고 탄식하는 느낌을 준다. 〈공명가〉, 〈배따라기〉 등이 있다. 남도 잡가는 주로 전라도 지방에서 유행한 잡가로, 억양이 분명하다는 특성을 지닌다. 〈육자배기〉, 〈새타령〉 등이 대표적이다.

### 고전 소설
- 구운몽
- 박씨전
- 배비장전
- 사씨남정기
- 심청전
- 춘향전
- 흥부전

## 한문학

### 고려 시대의 한문학
고려 시대는 과거 제도의 실시, 불교의 융성 및 주자학의 도입 등으로 한문학이 꽃을 피운 시기이다. 이 시기에는
최승로, 박인량, 김부식, 정지상, 이인로, 임춘, 이규보, 이제현 등의 뛰어난 작가들이 활발한 작품 활동을 펼쳤다.
- 주요작품

```
송인- 정지상- 별리의 정서를 담은 7언 절구
동명왕편- 이규보- 고구려의 시조인 동명왕의 영웅성을 찬양한 5언 282구의 장편 영웅 서사시
부벽루- 이색- 고려 말의 문신인 작가가 역사에 대한 회고와 국운 회복의 소망을 노래한 5언 율시
사리화- 이제현- 고려 시대의 민요를 한시로 번역한 노래, 농민을 수탈하는 탐관오리를 참새에 빗대어 표현함.
```

- 고려시대의 주요 작품집

```
<삼국사기> 김부식, 인종 23년(1145), 전 50권 10책
<삼국유사> 일연, 충렬왕 7년(1281), 5권 3책
<동국이상국집> 이규보, 고종 28년(1241), 전 53권
<익재난고> 이제현, 공민왕 12년(1363), <소악부>에 고려 가요 11수가 한역되어 전해짐. 전 10권 4책
[
5
]
```

### 조선 전기의 한문학
- 특성

유학 중심의 학문적 풍토 등으로 인해 한문학은 고려 시대에 이어 계속하여 발전하였다. 감성과 서정을 중시한 당, 송의 시풍을 따른 사장파와, 이성적이고
실천적인 도의 추구와 경학을 내세운 도학파가 대립하였다.
- 주요 작품집

필원잡기, 서거정, 성종 때(고대로부터 전하는 일화 또는 한담을 가려 모은 수필 문학집, 풍속 연구의 자료)
동문선, 서거정, 성종 때(신라부터 조선 초기까지의 시문을 모아 엮은 책, 우리나라 한문학의 총결산)
촌담애이, 강희맹, 성종 때(음담패설과 설화를 엮은 기담집)
용재총화, 성현, 중종 때(풍속, 지리, 역사, 문물, 음악, 설화, 인물평 등을 수록한 수필집)
패관잡기, 어숙권, 명종 때(정사, 인물, 풍속, 일화, 시화, 민속, 문물제도 따위를 모아 해설을 붙인 패관문학서)

### 조선 후기의 한문학
- 한중록
- 허생전
- 호질
- 양반전
- 운영전
- 임진록
- 주생전
- 계축일기

## 근대 문학

### 시와 시조
신체시란 신문학 초창기에 쓰인 새로운 형태의 시가로, 창가의 정형성을 탈피한 새로운 율조에 근대적인 내용을 담은 시가이다. 형식은
3'4조가 기본이 되는 이전의 형식을 깨뜨리고, 부분적으로 7'5조 내지 3'4'5조의 새로운 형태, 즉 정형시와 자유시의 과도기적 형태를
띠고 있다. 내용적으로는 신교육, 남녀평등, 개화 의식, 자주독립 등의 계몽사상을 담아 근대화에 대한 계몽주의적 의식을 고취했다.
신체시는 부분적으로 남아 있는 정형적 요소와 과도한 계몽성 때문에 완전한 자유시라고 볼 수 없지만, 우리 시 문학사상 처음으로 정형률
을 벗어난 데 의의가 있다. 또한 개인의 서정을 자유롭게 표현하지는 못했지만 개인의 창작 의식이 작용했다는 점에서 현대 시의 형성에 결
정적인 영향을 주었다고 볼 수 있다. 주요작품은 최남선의 <해에게서 소년에게> (1908년 <소년>창간호에 실린 신체시의 효시)'(신대한소년)'
(구작 삼편)'(꽃두고), 이광수의 <우리 영웅>등이 있다.

### 소설
근대문학의 소설은 신소설이라 불린다.
신소설이란 갑오개혁 이전의 소설에 대하여 새로운 내용, 형식, 문체로 이루어진 개화기 때의 과도기적 성격을 지닌 소설을 가리킨다.
1906년 <만세보>에 연재된 이인직의 <혈의 누>가 단행본으로 간행되면서 '신소설 혈의 누'라고 밝힘에 따라 이후 보편적인 명칭으로 굳어졌다. 이후 1917년 <무정>이 나오기까지
약 10년동안 창작된 작품들을 지칭한다.
특성은 일반적으로 현실적인 문제를 제재로 하며, 배경 역시 구체적이고 현실적이다. 이에 따라 자주독립, 자유연애, 신교육의 권장, 인습과 미신의 타파 등 개화, 계몽사상의 구제적인
실천과 관련된 주제들을 다루고 있다. 형식적인 면에서는 평면적 구성 방식을 탈피하고 역전적 구성을 시도했으며, 문장이 언문일치에 근접하고, 묘사 중심의 서술이 시도되었다.
'신소설'의 한계는 고전 소설과는 다른 형식을 수반하는 과도기적 형태의 소설로 우리나라 현대 소설의 발전에 중요한 역할을 했다. 그러나 후기로 갈수록 초기의 참신성이나 문제의식이
사라지고 대중적 독서물로 변질되어 버렸다.
1. 완전한 언문일치체를 이루지 못했다. 또한 인물의 정형성, 고전 소설의 상투적 수법인 우연을 통한 사건 전개, 선악의 평면적 대립(권성징악적 요소), 흥미 위주의 사건 설정 등의
요소가 많았다.
2. 현실에 대한 깊이 있는 인식과 민족 주체성이 결여되었다. 또한 낙관적인 문명개화를 꿈꾸는 정도에 그치고 말았다.
의의는 고전 소설과 현대 소설을 잇는 과도기적 역할을 했다. 종래의 비현실적인 내용에서 현실적인 사건 중심으로 소설의 내용이 바뀌었으며, 당대의 시대정신을 충실하게 반영하여 개화사상
을 고취시켰다.
주요작가와 작품은 이인직의 <1906,혈의 누>, <1906,귀의 성>, <1908,치악산>, <1908,은세계>, <1913,모란봉>, 이해조의 <1908,빈상설>, <1910,자유종>, 최찬식의 <1914,안의 성>,
<1912,추월색>, 안국선의 <1908,금수회의록>, 이상협의 <1912,재봉춘> 등이 있다.

### 연극
신극이란 서구 근대극의 영향을 받아 형성된 한국의 근대 연극을 말한다. 일제 강점기가 시작되면서 급속히 쇠퇴한 민속극을 대신하여 서구의 연극에 영향을 받아 생긴 새로운 연극이 바로 신극이다.

#### 창극
개화기에 등장한 새로운 양식으로 서양의 연극과 판소리가 결합한 형태이다. 즉 무대 위에서 배역을 나누어 대화식 분창으로 연창하는 연극으로 1902년 황실 극장 격인 협률사에서 처음 시작되었고, 1908년 원각가가 설립되면서 본격적인 창극으로 발전되었다. 공연 작품으로는 〈춘향가〉·〈심청가〉·〈수궁가〉·〈홍보가〉 등 전래 판소리 다섯 마당 가운데 네 마당에 한정되어 있었다.

#### 신극
창극과 달리 산문으로 된 대사를 사용한 본격적인 연극으로, 근대극에 가까워진 형태이다. 이인직이 자신의 작품인 〈은세계〉와 구연학의 번안 소설 〈설중매〉를 연극으로 각색하여 원각사 등에서 상연하였다.

#### 신파극
신극보다 구성의 필연성 등이 떨어진 연극으로, 주로 현대 세상의 풍속과 인정 비화를 제재로 하여 통속적인 내용을 다루었다. 최초의 신극단인 혁신단은 사회의 요청에 부응하여 '권선징악'풍속 개량'민지개발' 진충갈력' 등의 표어를 내세웠고, 처음에는 개화 계몽이라는 큰 시대 의식 아래서 연극 운동을 펴 나가려 했다. 혁신단, 문수성에서 〈육혈포 강도〉·〈불효천벌〉·〈장한몽〉 등을 공연하면서 대중들에게 큰 인기를 끌었다.

#### 주요 극장 및 극단
| 극단 명칭 | 활동가 | 활동 기간     | 주요 작품             | 특기사항                                                   |
| --------- | ------ | ------------- | --------------------- | ---------------------------------------------------------- |
| 협률사    | 장봉환 | 1902년~1906년 | 〈소춘대유희〉        | 최초의 옥내 극장, 연극 상연보다 일반 오락 기관화됨.        |
| 원각사    | 이인직 | 1908년~1914년 | 〈은세계〉·〈설중매〉 | 최초의 서양식 사설 극장. 신극 및 창극 상연.                |
| 혁신단    | 임성구 | 1911년~1916년 | 〈육혈포 강도〉       | 신파극단. 군사극, 신소설을 각색하여 상연함. 지방 공연.     |
| 유일단    | 이기세 | 1912년~1914년 | 〈장한몽〉            | 극장 개성좌의 설립과 함께 조직된 신파극단. 서울·지방 공연. |
| 문수성    | 윤백남 | 1912년~1916년 | 〈불여귀〉            | 신파극단으로 원각사·단성사에서 공연함. 지방 공연.          |

### 문학비평
문학의 이론이나 작품에 대한 비평의식은 일찍부터 있었을 것으로 생각되나, 어느 정도 체계 있는 문학론이 수립되고 이를 모은 시화집이 나타난 것은 무신의 난 이후다.
시화집으로 총칭되는 이 갈래에는 문학, 특히 시에 관한 논의 외에 잡문, 고증, 단편적인 일사유문 등이 있고, 시에 관한 것도 시론, 시평, 시화 등이 혼재되어 있다.
그러나 이 시기에 문학의 가치 시와 시인의 기능 등에 대한 구체적 접근이 시도되었다는 점은 주목할 만하다.

## 현대 문학

#### 현대 문학의 특색

##### 현대 문학의 특수성
한국의 현대문학은 흔히 기형적인 근대의식, 단절된 역사에서 새로운 전통을 창조하는 문학이라 말하고, 오히려 서구의 근대적 문학사조와 동일한 위치에 있는 것처럼 다루어지는 실정에 놓여 있다. 한국의 현대문학은 한국의 정치·경제 및 문화의 근대화 과정이 특이했듯이 서구의 근대적 문학사조와 긴밀한 연관성을 맺으면서 특수한 발전 과정을 걸어온 것만은 사실이다. 
19세기 말 한국을 침략한 외국 자본주의와 전근대적 폐쇄사회의 종말과 함께 걷잡을 수 없이 밀려든 서구의 문예사조는 한국 현대문학으로 하여금 기형적인 이식문화(移植文化)로서의 특수성을 띠게 했다. 따라서 한국의 현대문학은 고유의 문화유산인 고전문학에 대해서 직접적인 연관성이나 주체적인 자아(自我)의 발전 계기로서 이루어진 것이 아니라, 짧은 기간에 걸쳐 무비판적으로 외래 문학의 조급한 흡수와 이식에서 출발했다고 할 수 있다. 이렇게 한국의 현대 문학이 전통문학인 고전문학의 태반(胎盤)에서 발생·성장하지 못하고, 유럽 문학의 수입·이식에서 출발된 까닭에 확고한 주체의식이나 자기능력에 의한 정상적인 동화와 섭취의 경로를 밟을 수 없었다. 
그리하여 한국의 현대문학은 한국문학사의 전체적인 흐름으로 볼 때에는 이질적인 외래 문학이요, 그 본원지인 유럽 문학과 비교할 때는 동질적이면서도 동일한 위치에서 취급할 수 없는 특수한 양상을 띠게 되었다. 다시 말해 유럽의 18세기-20세기에 걸친 문예사조가 각기 전세기의 문학을 기반으로 하여 발전·성장했고, 또 필연적인 모색의 이행과정이었음에 비추어 한국의 경우는 극히 짧은 기간에 19세기와 20세기가 혼류(混流)된 사조를 모방하고 이식하는 데 열중했다. 여기에 반세기를 겨우 넘는 한국 현대문학의 특수성이 논의되며, 또 오늘날까지 새로운 반성의 계기를 마련해 준다.

##### 신문학과 현대문학
한국의 문학사에서 신문학과 현대문학과의 관계는 아직도 문학사적인 시대 구분이나, 술어로서 뚜렷한 개념으로 구별해 쓰고 있지 않는 실정이다. 신문학이란 말은 형식상으로 유럽의 새로운 문학사조가 수입되기 이전의 전통문학인 구문학에 대하여 새로운 문학, 즉 신문학의 뜻으로 막연히 사용되어 갑오경장 이후의 문학에 전반적으로 통용해 쓰고 있다. 
그러나 신문학이란 말은 내용상으로 볼 때 신소설까지 포함시키는 이도 있으나, 엄격히 말해 신소설이 지닌 형식적 미완성과 사상적 봉건성을 타파하고 근대적 요소 위에 한층 서구적인 성격에 적합하게 꾸며진 문학을 가리킨다. 즉 언문일치, 문학에 대한 유희적 태도의 배격, 권선징악과 비현실적 관념사고의 배제, 근대사상의 반영 등이 그 구체적 개념이 된다. 따라서 신문학기라 하면 1894년 갑오개혁부터 3·1운동이 일어나기 전해인 1918년까지를 일컫는 것이 보통이며, 갑오경장 이후 오늘날까지의 한국 문학을 신문학기로 보는 이도 있어 그 구분이 학자에 따라 구구하다. 
한편 현대문학이란 말은 신문학이라는 말보다 더 애매모호하게 사용된다. 즉 서구식으로 20세기 문학을 현대문학이란 뜻으로 쓰기에는 새로운 문학이 서구의 르네상스이후의 문학을 전반적으로 혼합·흡수하고 있는 실정에 비추어 볼 때 시대 구분의 개념이 뚜렷하지 않다. 그러나 보통 한국의 문학은 3·1운동 이후의 본격 문학기부터 볼 수밖에 없는데, 즉〈창조〉에서 출발하여〈개벽〉〈백조〉를 거쳐 1924년〈조선문단〉의 발행으로 성립된다고 할 수 있다. 이때 문학은 소설에서는 사실주의를, 시는 상징주의와 낭만주의를 그 주류(主流)로 했다.

#### 근대사조의 영향
19세기 말 급격히 전변하는 세계사의 물결은 중국·일본이 세계 열강 앞에 문호를 개방한 뒤, 1876년 한국도 강제적인 최초의 근대적인 외교로 일본과 강화도조약을 체결하였다. 계속하여 미국·영국·독일·프랑스 등 구미 제국과도 개국의 조약이 맺어지니, 이로써 굳게 닫혔던 쇄국의 문은 열리고, 봉건왕조인 한국도 외세 자본주의가 각축하는 와중에 빠지게 되었다. 
이와 함께 한국 신문학을 촉진시키게 된 서구의 근대사조는 앞뒤의 순서도 없이 물밀듯이 밀려들어 의식적·무의식적으로 그 조잡한 흡수를 강요당하게 되었다. 이러한 피동적인 외래 사조의 접촉은 결과적으로 전통문학에 대한 등한시 내지는 극단적으로 낡은 것은 모조리 나쁘고 새로운 것은 무조건 좋다는 파행적인 관념을 조장, 오늘날에 이르기까지 외래 사조를 숭상하는 현대적인 사대사상의 풍조를 잉태하게 했다. 이렇게 착잡한 현실 속에서도 한국의 현대문학과 연관을 맺게 된 것은 기독교·신교육 사조, 그리고 신문·잡지를 통한 저널리즘이었다. 이미 영·정조 시대에 갖은 탄압 속에서도 중국을 통해 전파해 온 천주교는 여러 차례의 순교의 역경을 거쳐, 한불조약 후에야 비로소 신앙의 자유를 획득했다. 그 후 기독교는 개신교의 전래와 함께 조선의 교육기관인 사학에 대하여 큰 공헌을 했고, 현대문학의 생성과정에도 적잖은 영향을 미쳤다. 
즉 성경의 번역을 통해 문장에서도 시문체의 활용과 한글의 보급을 촉진시켰고, 찬송가는 새로운 노래인 창가발생의 계기를 만들어 주었다. 더욱이 기독교 재단에 의해 1885년 한국 최초의 현대적 사학인 배재학당이 설립되었고, 그 후 이화학당을 비롯해 많은 교육기관이 교회의 힘으로 건립되니, 이러한 현대적 교육기관은 그대로 신문학을 생성시키는 촉진적 역할을 하게 되었다.

#### 근대적 신문과 잡지
한편 현대식 신문과 잡지 및 관보의 종합적 체제인〈한성순보〉가 1883년 창간되니, 이는 한국에 있어 근대적 언론의 효시이며, 한때 중단된 후 주간(週刊)으로 속간된〈한성주보〉는 국한문 혼용체를 최초로 사용한 신문으로, 그 문체는 신문학 발전에 많은 영향을 주었다. 
그 뒤 1896년에 발간된〈독립신문〉은 그 문장을 순한글로 썼다는 점에서 의의가 깊고 그 후에 창간된〈황성신문〉〈매일신문〉〈대한매일신보〉〈매일신보〉〈국민신보〉등 많은 일간신문과〈소년〉〈청춘〉 등의 잡지는 초기 문학작품의 대변 또는 새로운 문체를 보급시키는 매개 기관이었다는 점에서 신문학과 밀접한 연관을 맺게 되었다.

### 시
이 시기에는 주요 문학 장르에서 형태적, 내용적 변화가 일어난다. 시의 경우 정형적 운율에서 벗어나 자유시 형태의 근대 시가 정착되었다. 1910년대 말에 현대적 자유시가 등장했다. 여러 잡지와 동인지를 통해 신인 작가들이 대거 등장하였으며, 김억과 주요한 등은 끊임없이 새로운 시를 모색했다. 특히 김억은 〈태서문예신보〉를 중심으로 외국의 문예 이론과 상징주의 시를 번역, 소개했으며, 주요한은 최초의 현대 자유시인 〈불놀이〉(1919)를 발표했다.
계몽 문학의 교술시에서 벗어나 개인의 내면 감정을 내용으로 사는 서정시, 기존의 정형성을 탈피한 자유시가 근대 시의 모델로 자리 잡게 되었다. 이러한 과정에서 시의 내적 질서에 대한 관심이 높아지고, 서구 상징주의의 영향을 받아 시의 상징성을 중시하는 경향이 생겼다.
주요 작가는 주요한과 김억 등이 있다. 주요한의 작품은 불놀이, 빗소리가 있고, 김동인과 함께 〈창조〉를 창간하고 최초의 현대 자유시 ,〈불놀이〉를 발표하였다. 〈영대〉의 동인이다.
김억의 작품은 봄은 간다, 무덤 등이 있고, 〈창조〉, 〈폐허〉의 동인이었다. 번역 시집 〈오뇌의 무도〉와 최초의 창작 시집 〈해바라기 노래〉(1923)를 발간하였다. 감상적인 경향에서 출발하여 민요에 관심을 가지면서 점차 정형시로 옮아갔다.

### 문학비평
근대비평의 진정한 출발은 1920년대로 잡는 것이 정설처럼 되어 있으나, 1900년대와 1910년대가 비평사의 관점에서 일고의 가치도 없는 시기는 아니다. 이 시기는 '창작이 있는 곳에 비평이 있다'는 명제를 충족시키지는 못했지만, 시대의 변화에 따른 새로운 문학정신과 창작방법의 출현을 외면했던 것은 아니다.

## 한국 외에서의 한국 문학
한국 문학은 1980년대까지 그 외 나라들에 널리 알려지지 못했으나, 1980년대 이후 다각도의 번역 작업이 이루어지며 번역의 질 또한 향상되었다. Flowers of Fire은 영어로 번역된 최초의 한국 시집이다. 비영어권 국가에서는 아직까지도 한국 문학의 번역 작업이 더디지만, 한국 영화와 드라마의 큰 인기에 힘입어 점차 한국 문학에 대한 관심 또한 높아지고 있다.
2024년 노벨 문학상은 사상 최초로 대한민국 출신 소설가 한강에게 수여되었다.

## 같이 보기
- 문학상
- 한국 문학상 수상자
- 조선 전기의 문학
- 조선 후기의 문학
- 한국의 문화
- 한국어 시인 목록
- 한국의 소설가 목록
- 한국문학번역원